# Internationale Afghanistan-conferentie te Den Haag op 31 maart 2009
De Internationale Afghanistan-conferentie te Den Haag op 31 maart 2009 (The Afghanistan Conference 2009: A Comprehensive Strategy in a Regional Context) was een eendaagse conferentie over de toekomst van Afghanistan en vond plaats in het World Forum te Den Haag onder auspiciën van de Verenigde Naties en gastheerschap van Nederland.
De conferentie, die een vervolg was op een aantal eerdere internationale conferenties over Afghanistan die zijn gehouden sinds 2001 en de verdrijving van het Taliban-regime, kreeg al snel de bijnaam van "mondiale grote tent-conferentie".
Ze vond plaats kort na de speciale conferentie over Afghanistan in Moskou die was georganiseerd onder auspiciën van de Shanghai-samenwerkingsorganisatie (SCO) op 27 maart 2009, en die tevens werd bijgewoond door onderministers van Iran en de Verenigde Staten. Kort daarop zou de top van regeringsleiders van de NAVO op 3 en 4 april 2009 in Straatsburg worden gehouden. De conferentie in Den Haag werd bijgewoond door delegaties uit 73 landen en was onder voorzitterschap van de secretaris-generaal van de Verenigde Naties Ban Ki-moon en als medevoorzitters waren speciaal VN-gezant Kai Eide en de Afghaanse minister van Buitenlandse Zaken Spanta aanwezig. De organisatie van het evenement werd binnen drie weken verwezenlijkt.

## Betekenis
Voorafgaand aan de conferentie werd er in de commentaren in de media met name gespeculeerd over de vraag wat zoal de consequenties zouden zijn voor de Nederlandse missie in Afghanistan en ook voor de relatie tussen de Verenigde Staten en hun bondgenoten enerzijds en Iran anderzijds.
Door Iran was niet meteen gereageerd op de uitnodiging, terwijl ook bij de eerste reactie nog onduidelijk bleef in hoeverre daarop verder nog serieus zou worden ingegaan en op welke wijze.
Voorts baarden ook de veiligheidsaspecten van de topconferentie zelf in uiteenlopende mate zorgen.

## Aanloop

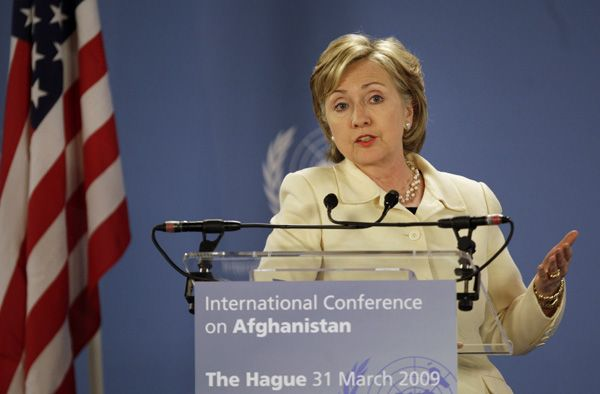
Hillary Clinton

Het houden van deze conferentie was begin maart 2009 voorgesteld door de Amerikaanse Secretary of State (minister van Buitenlandse Zaken) Clinton en tijdens een NAVO-bijeenkomst in Brussel die kort daarop plaatsvond werd Nederland daartoe benaderd. Op 9 maart 2009 werd door het kabinet-Balkenende IV besloten dat de gemeente Den Haag samen met het ministerie van Buitenlandse Zaken de organisatie op zich mocht nemen; ook Maastricht, Amsterdam en Noordwijk hadden zich voor deze internationale top kandidaat gesteld.
Enkele uren nadat secretaris-generaal van de NAVO De Hoop Scheffer op 5 maart 2009 de conferentie had aangekondigd, lag het verzoek van Buitenlandse Zaken bij de vier gemeenten of men er zo'n evenement snel kon organiseren. Het binnenhalen van de Afghanistan-top werd door de gemeente Den Haag beschouwd als een kans om zich verder te profileren als de "internationale stad van vrede en recht" en zich zo eventueel zelfs blijvend aldus op de kaart te zetten. In 2009 is het 110 jaar geleden dat de eerste Vredesconferentie van Den Haag (1899) werd gehouden, die zou resulteren in belangrijke volkenrechtelijke verdragen. Als het aan de Haagse burgemeester Van Aartsen lag, zouden dergelijke evenementen vaker in "zijn" stad kunnen worden gehouden.

## Agenda en deelnemers
Op de agenda stond op welke wijze de internationale gemeenschap in de komende jaren betrokken blijft bij de opbouw van Afghanistan na ruim 30 jaar oorlog.

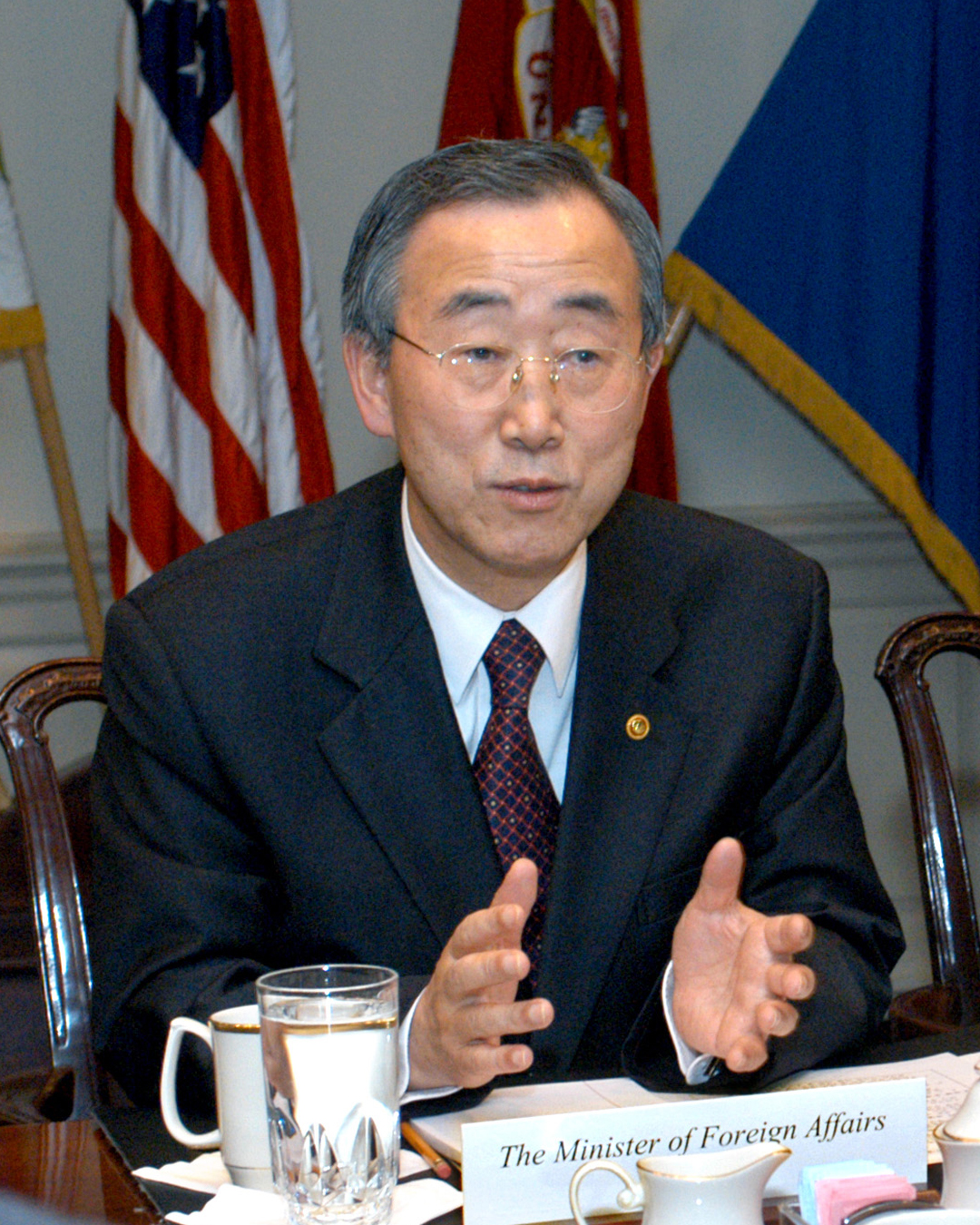
Ban Ki-moon

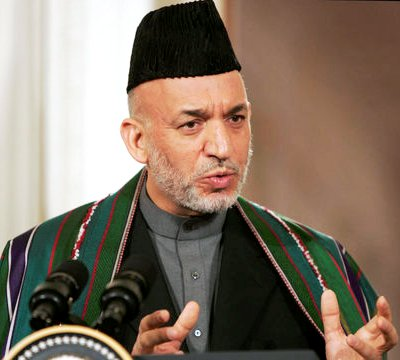
Hamid Karzai

Kort voor de conferentie, op 26 maart 2009, was door buurland Iran definitief bevestigd dat het deze conferentie inderdaad ook zou bijwonen, bij monde van woordvoerder Hassan Qashqavi van het Iraanse ministerie van Buitenlandse Zaken. Uiteindelijk zond Iran de onderminister van Buitenlandse Zaken sturen, Akhoondzadeh. Afghanistan zelf zond ook een uitgebreide delegatie naar deze conferentie, waarvan deel uitmaakten president Karzai, de minister van Buitenlandse Zaken Spanta, de minister van Defensie Wardak, de minister van Binnenlandse Zaken Atmer en enkele parlementsleden en ambassadeurs. De Verenigde Staten zonden Secretary of State Clinton en Holbrooke, de Amerikaanse speciaal vertegenwoordiger voor Afghanistan en Pakistan.
Aan de vooravond van de conferentie voerde de Nederlandse minister van Buitenlandse Zaken Verhagen overleg met zijn Canadese ambtgenoot Cannon, in verband met de leidende rol van de Canadezen in de zuidelijke Afghaanse provincie Kandahar binnen de NAVO-stabilisatiemacht, waarvan ook de Nederlandse militaire missie in Uruzgan deel uitmaakte. Ook had hij overleg met Holbrooke. Deze lichtte de Afghanistan-politiek toe die werd voorgestaan door de nieuwe president Obama, waarin de Verenigde Staten meer het accent zouden willen leggen op politiek overleg en opbouw.
Van de 73 landen die waren uitgenodigd, hadden er 72 hun komst bevestigd. Alleen Oezbekistan had afgezegd. Daarnaast werd de conferentie bijgewoond door 9 internationale organisaties en 6 waarnemers. In totaal waren er bijna 700 delegatieleden.
Uitgenodigd waren de volgende landen (op alfabetische volgorde volgens de Nederlandse namen): Afghanistan, Albanië, Australië, Azerbeidzjan, Bahrein, Bangladesh, België, Bosnië en Herzegovina, Brazilië, Brunei, Bulgarije, Canada, Chili, China, Colombia, Cyprus, Denemarken, Duitsland, Egypte, Estland, Finland, Frankrijk, Georgië, Griekenland, Hongarije, Ierland, IJsland, India, Indonesië, Iran, Italië, Japan, Jordanië, Kazachstan, Koeweit, Kirgizië, Kroatië, Letland, Libië, Litouwen, Luxemburg, Macedonië, Maleisië, Malta, Nederland, Nieuw-Zeeland, Noorwegen, Oekraïne, Oezbekistan, Oman, Oostenrijk, Pakistan, Polen, Portugal, Qatar, Zuid-Korea, Roemenië, Rusland, Saoedi-Arabië, Singapore, Slowakije, Slovenië, Spanje, Tadzjikistan, Tsjechië, Turkije, Turkmenistan, Verenigde Arabische Emiraten, Verenigd Koninkrijk, Verenigde Staten, Wit-Rusland, Zweden, Zwitserland.
Ook was voor deelname aan de besprekingen een aantal NGO's uitgenodigd die betrokken zijn bij de wederopbouw van Afghanistan: het Aga Khan Development Network, de Asian Development Bank (ADB), de Europese Unie (EU), het Internationaal Monetair Fonds (IMF), de NAVO, de Organisation of the Islamic Conference, de Wereldbank (WB), de Islamitische Ontwikkelingsbank (IDB), de Verenigde Naties en de VN-organisatie United Nations Assistance Mission in Afghanistan (UNAMA).
Voorts wordt de conferentie bijgewoond door een aantal waarnemers van de volgende organisaties: Agency Coordinating Body for Afghan Relief (ACBAR), het Europees Parlement, het Internationale Rode Kruis (ICRC), de Arabische Liga, de Organisatie voor Economische Samenwerking en Ontwikkeling (OESO), de Organisatie voor Veiligheid en Samenwerking in Europa (OSCE) en de Zuid-Aziatische Associatie voor Regionale Coöperatie.
De conferentie werd geopend door minister Verhagen en vervolgens ter inleiding toegesproken door minister-president Balkenende, president Karzai, secretaris-generaal van de VN Ban Ki-moon, de speciale VN-afgevaardigde voor Afghanistan Kai Eide en de Afghaanse minister van Buitenlandse Zaken Spanta.

## Achtergrond
De conferentie in Den Haag volgde een jaar na de NAVO-top van Boekarest en ook een klein jaar na een grote donorconferentie voor Afghanistan in Parijs.
In 2010 zou de periode eindigen waarover de internationale gemeenschap in 2006 tijdens een conferentie in Londen met de Afghaanse regering een gezamenlijke strategie overeen was gekomen, het Afghanistan Compact.
Minister Verhagen verklaarde dat de conferentie in Den Haag een gelegenheid was waarop "het engagement van de internationale gemeenschap bij Afghanistan herbevestigd en geïntensiveerd kan worden". Daarom waren ook alle landen uitgenodigd die betrokken waren bij Afghanistan – ISAF-partners, buurlanden van Afghanistan, donoren, maar ook landen die belangrijk zijn voor het vervoer van goederen voor bijvoorbeeld de ISAF-missie.
Volgens Verhagen zou de conferentie "op constructief-kritische wijze vooruitblikken" op de nabije toekomst van Afghanistan. De discussie zou zich moeten toespitsen op de terreinen waar de internationale gemeenschap en de Afghaanse regering de afgelopen jaren succes hebben geboekt en waar niet, en hoe de inspanningen zouden kunnen worden verbeterd.
Tevens stond de conferentie in het teken van de bestrijding van het internationale terrorisme. Volgens Clinton zouden Afghanistan en Pakistan samen moeten worden bezien als "a single strategic concern". Het grensgebied met Pakistan zou het "zenuwcentrum" zijn van de extremisten die 9/11 beraamden, en de bomaanslagen te Madrid in maart 2004, de bomaanslagen in juli 2005 in Londen, de moord op de Pakistaanse ex-minister Benazir Bhutto in december 2007 en de aanslagen te Mumbai in juli 2008. Voor de consequenties van dit inzicht dat het "theater" zich aan beide zijden van de Afghaans-Pakistaanse grens bevindt, werd al snel ook de term "Af-Pak-strategie" gebruikt.

## Nederland in Afghanistan
Dat deze conferentie in Nederland plaatsvond, betitelde minister van Defensie Van Middelkoop op een persconferentie in de eerste plaats al als een "beloning" voor de Nederlandse krijgsmacht. Hij en zijn collega's Verhagen en Bert Koenders hoorden in de bijdragen van vele conferentiedeelnemers instemming klinken met het Nederlandse "3D-concept", de mix van "defense, diplomacy en development" (ofwel militaire taken, diplomatie en ontwikkelingssamenwerking). In vele van de tientallen toespraken werd lof toegezwaaid aan de verrichtingen van de Nederlandse strijdkrachten en hulporganisaties in Uruzgan, een van de moeilijkste provincies van Afghanistan.
Van Middelkoop zei: "Het is niet vanzelfsprekend dat een land zó ver weg mensenlevens offert. Dat wordt daar gezien én gewaardeerd."

## Slotverklaring
Aan het eind van de conferentie kwamen Spanta, de minister van Buitenlandse Zaken van Afghanistan, en Verhagen, zijn collega van Nederland, samen met Kai Eide, de speciale VN-afgevaardigde voor Afghanistan, met een slotverklaring, waarin de gebleken eensgezindheid werd onderstreept, gevolgd door de prioriteiten die waren gesteld: "promoting good governance", het versnellen van economische groei en ontwikkeling, het verbeteren van de veiligheid en het uitbreiden van de regionale samenwerking, waarbij ook expliciet werd ingegaan op de positie van buurland Pakistan.
Voor een snelle verbetering van het bestuur werd onder meer overeengekomen flinke steun te verlenen aan het voorbereiden en het houden van de volgende verkiezingen in Afghanistan, om zo het vertrouwen van de bevolking te kunnen genieten en de democratie te consolideren. De deelnemers benadrukten het belang van een zo breed mogelijke deelname door vrouwen en mannen. Ook zou de strijd tegen corruptie op elk niveau moeten worden geïntensiveerd.
Minister Verhagen benadrukte na afloop van de conferentie dat de geïntegreerde aanpak van Nederland in Uruzgan veel waardering had gekregen. In de slotverklaring van de conferentie werd deze aanpak omarmd. In deze verklaring werd tevens gepleit voor een actievere rol voor de Verenigde Naties bij de opbouw van Afghanistan.
Verhagen sprak ook over de "Afghanisation" die moest worden bevorderd: meer veiligheidstaken zouden door leger en politie van Afghanistan zelf moeten worden uitgevoerd. "Als we over een aantal jaar een veiliger Afghanistan zien en als de Afghanen zélf voor de veiligheid en opbouw van Afghanistan kunnen zorgen, dan is deze conferentie geslaagd."

## Resultaten
De eendaagse conferentie werd meteen al alom als "een groot succes" bejubeld, wegens het "gewicht" en de grote internationale eensgezindheid, waaruit bleek dat er consensus bestond omtrent de wenselijkheid van een snelle versterking van het Afghaanse leger, de politie en andere veiligheidsdiensten. Dit was een van belangrijkste doelstellingen die werden geformuleerd. NAVO-secretaris-generaal Jaap de Hoop Scheffer drong aan om met extra geld over de brug te komen: voor een speciaal NAVO-fonds zou een bedrag van 1,6 miljard dollar nodig zijn, te besteden aan de uitrusting, training en infrastructuur van het Afghaanse leger (ANA). De sterkte van het Afghaanse leger, met 82.000 man onder de wapenen, zou moeten uitgroeien tot 132.000 man.
De Hoop Scheffer richtte zijn oproep tevens tot rijke niet-NAVO-landen zoals Japan en de Golfstaten. Japan was al een van de grootste geldschieters van de Afghaanse politiemacht (ANP). Landen als Nederland en Canada besteedden al een betrekkelijk groot aandeel van hun ontwikkelingshulp aan Afghanistan aan de opleiding van agenten en de betaling van hun salarissen en aan de bouw van politieposten.
De opbouw van een krachtige en betrouwbare politiemacht zou echter sterk achterblijven bij de versterking van de krijgsmacht. De politie zou moeten uitgroeien van 76.000 deels slecht opgeleide manschappen tot 82.000 goed getrainde agenten.
Daarnaast zou het land behoefte hebben aan grootschalige "civiele programma's" ter ondersteuning van de overheid. Daarin zouden de bestrijding van corruptie en de opleiding van competente bestuurders en ambtenaren centraal moeten staan.
De Afghaanse president Karzai erkende de verwijten dat Afghanistan geteisterd wordt door corruptie en falend bestuur en beloofde nieuwe inspanningen om daaraan een eind te maken.
Ook op economisch gebied moest Afghanistan vooruit geholpen worden, aldus de slotverklaring van de Haagse topconferentie. Landbouw (met name alternatieven voor de papaverteelt), watermanagement en energievoorzieningen werden als prioriteiten genoemd.
De conferentie bleek vooral een intentieverklaring die het draagvlak vergrootte voor de nieuwe Afghanistan-politiek van de Verenigde Staten, die reeds voor de conferentie hadden aangekondigd in totaal 21.000 extra militairen naar Afghanistan te zullen sturen (van wie 4.000 voor opleidingstaken). Vrijwel alle uitgenodigde landen verklaarden zich bereid dit initiatief van de nieuwe Amerikaanse regering een serieuze kans te geven.

### Buurlanden
- Van belang was ook dat de buurlanden van Afghanistan van zich lieten horen. Weliswaar liet Oezbekistan verstek gaan op de conferentie, maar met klem werd gewezen op de komst van een vertegenwoordiger van Iran, die zich in de wandelgangen ook verstond met de speciale gezant Holbrooke van de Verenigde Staten, die al sinds de Islamitische Revolutie in Iran in 1979 geen diplomatieke betrekkingen daarmee hadden. In diverse commentaren werd dit de "grootste winst" van de conferentie genoemd.[26][27][28][29][30]
- Behalve het benadrukken van de noodzaak van de investeringen die van de internationale gemeenschap werden verlangd, was ook markant dat nu openlijk werd gewezen op de rol van buurland Pakistan, dat aan de Taliban en Al Qaida een toevluchtsoord ("sanctuary") zou bieden die als uitvalsbasis voor terroristische operaties kon worden gebruikt.

## Commentaren
- Op de conferentie was eensgezindheid troef en werd geen wanklank gehoord. Een bijeenkomst van 72 landen om zich zeven uur te buigen over Afghanistan, waarbij dan ook nog eens tijd moest worden gevonden voor lunch en groepsfoto, resulteerde in een spreektijd per delegatie van slechts drie minuten.

Zoals het commentaar van dagblad Het Parool luidde: "Veel ministers en andere grootheden komen er (...) zelfs helemaal niet aan te pas. Om hoofdrolspelers als Hillary Clinton en Hamid Karzai de ruimte te geven, blijft het spreekgestoelte voor anderen onbereikbaar. (...). Zeker is dat deze bijeenkomst grotendeels wordt gehouden voor de bühne, maar de bühne is in de internationale politiek niet onbelangrijk. Ook als er geen concrete besluiten te verwachten zijn - het gaat in Den Haag niet om toezeggingen voor geld of troepen - heeft overleg op hoog niveau zin, hoezeer de ronkende retoriek ook vraagt om sceptische reacties."
Geciteerd werd Holbrooke, de speciale Amerikaanse vertegenwoordiger voor Afghanistan en Pakistan, die de conferentie eveneens bij voorbaat al "een succes" kon noemen door te wijzen op de lange deelnemerslijst: "Alleen al dat zij allemaal hier zijn, toont aan dat de wereld Afghanistan niet is vergeten en dat we ons realiseren dat Pakistan deel van het probleem is." Het Parool: "Zo creëert Amerika via de Haagse bühne draagvlak bij internationale politici voor een gezamenlijke inspanning in dit gecompliceerde deel van de wereld."
- Met Iran onder de deelnemende landen zou de conferentie het bewijs aan de wereld zijn dat de jaren van Amerikaanse "Alleingang" voorbij zouden zijn.[31]
- Sceptici uitten twijfels: het zou nog maar de vraag zijn of de Afghaanse bevolking veel zou opschieten met de nieuwe (Amerikaanse) strategie. Het doel van de regering-Bush Afghanistan om te vormen tot een democratische staat naar westers model, leek naar de achtergrond verdrongen, nu in de nieuwe aanpak vooral wordt gestreefd naar de eliminatie van Al Qaida en radicale leden van de Taliban en er daarom onder de vlag van een "pragmatische aanpak" ineens weer zaken zouden kunnen worden gedaan met de oude stamhoofden en krijgsheren, die regionaal de dienst uitmaken en hun macht niet wensen op te geven voor de westerse democratiseringsideeën.[32] Ook zou de aanwezigheid van een grotere troepenmacht juist meer buitenlandse strijders áántrekken.[33]
- De discrepantie tussen de harde realiteit van een bedreigde samenleving en de woorden op de conferentie werd ook aangestipt. Het oordeel van de Nederlandse oorlogsverslaggever Arnold Karskens, die op eigen gelegenheid gevaarlijke gebieden van Afghanistan had bezocht, loog er niet om: daags na de conferentie repte hij in dagblad De Pers onomwonden over "mooipraterij" en "stroopsmeren".[34] Maar was de "Big Tent" daarom slechts een kostbare show? Cor Speksnijder vond in elk geval een deel van die kritiek voorbarig. Hij merkte in de Volkskrant op dat Henry Kissinger zich destijds ook laatdunkend uitliet over de onderhandelingen "over komma's" in teksten die later bekend zouden worden als de Helsinki-akkoorden. Bij de ondertekening zou er nauwelijks aandacht zijn geweest voor de mensenrechten, maar dissidenten in Oostbloklanden zouden zich daarop wel gaan beroepen op de passages over de mensenrechten in die akkoorden: "In Tsjechoslowakije werd Charta 77 opgericht. Veertien jaar na de conferentie in Helsinki viel de Berlijnse Muur".[35]
- Kanttekeningen werden ook geplaatst bij het gegeven dat aan de bewoners van het grensgebied tussen Pakistan en Afghanistan zelf niets werd gevraagd: de Afghanistan-top werd daarom in een commentaar als "kolonialisme light" bestempeld.[36]

## Gelijktijdige evenementen

### Schaduwtop Clingendael
- Op het nabijgelegen Instituut Clingendael op het gelijknamig landgoed in Den Haag werd op de dag voorafgaand aan de topontmoeting voor zo'n tweehonderd toehoorders een eigen, alternatieve Afghanistan-conferentie georganiseerd om met Afghaanse sprekers en internationale experts van gedachten te wisselen over de noodzaak van lokale initiatieven en over de tot dusver bereikte resultaten: Regional Context, Local Action, National Results in Afghanistan – "How to generate national results in development, economic growth and security through local action". Deze ontmoeting was een initiatief van Clingendael, Cordaid, Health Net TPO, ICCO, Oxfam Novib en het Nederlandse bedrijfsleven vertegenwoordigd door de werkgeversorganisatie VNO-NCW. Een delegatie van de Agency Coordinating Body for Afghan Relief (ACBAR) woonde zowel de conferentie in het World Forum als die op Clingendael bij.

Terwijl VN-secretaris-generaal Ban Ki-moon in het World Forum het belang van de internationale gemeenschap onderstreepte door te stellen dat indien deze zou falen, dit een "verraad" zou zijn aan "de vooruitgang die de afgelopen jaren was geboekt", poneerde Alexander Thier van het United States Institute of Peace op Clingendael, dat hij in de laatste jaren juist een "terugval naar het pessimisme" zag: Afghanistan zou in een "doodsspiraal" zijn beland. Zolang de internationale gemeenschap het land wil veranderen in plaats van het te ontwikkelen, zal zij falen: buitenlandse druk zou juist destabiliserend werken.
Michael Semple, voormalig EU-afgevaardigde in Afghanistan, vertelde dat hij in 2007 in Afghanistan tot "persona non grata" was verklaard wegens zijn standpunt dat praten met de Taliban onvermijdelijk moest worden geacht. Horia Mosadiq, Afghanistan-deskundige van de mensenrechtenorganisatie Amnesty International, benadrukte dat de situatie na de buitenlandse inmenging juist sterk verslechterd zou zijn: lokale krijgsheren met "bloed aan hun handen" maken nu deel uit van de regering. Zij waren in de jaren negentig verdreven door de Taliban, maar door de steun van het Westen weer in het zadel geholpen. Deze "oorlogsmisdadigers" bestuurden nu mede het land, wat het wantrouwen onder de bevolking zou versterken.
De oorzaak van de huidige problemen zou ook moeten worden gezocht bij de Internationale Afghanistan-conferentie te Bonn in 2001, waar destijds onder auspiciën van de Verenigde Naties een interim-regering voor het land was gevormd. Op papier werd het land gecentraliseerd, maar de realiteit was nog steeds sterk gedecentraliseerd.

### Schaduwconferentie Afghaanse vluchtelingen
- Ook een aantal in Nederland verblijvende Afghaanse vluchtelingen organiseerden op dezelfde dag elders in Den Haag een eigen "schaduwconferentie" en op het Spuiplein voor het Stadhuis van Den Haag vond tegelijkertijd een manifestatie plaats, waar zij een ander geluid onder de aandacht van de publieke opinie wilden brengen.

De demonstranten plaatsten vraagtekens bij het nieuwe beleid van de Verenigde Staten, dat zoals was aangekondigd door president Obama onder meer zou bestaan uit het zenden van meer troepen naar Afghanistan.
Rateb Faquiri, de voorzitter van Favon, de Nederlandse koepelorganisatie van Afghaanse verenigingen, zou graag als waarnemer bij de conferentie aanwezig zijn geweest. Omdat zijn verzoek daartoe aan het Nederlandse ministerie van Buitenlandse Zaken onbeantwoord bleef, besloten Favon en de Europese federatie voor Afghanen Faroe een alternatieve bijeenkomst te beleggen in het Crown Plaza Hotel, nabij de conferentie – en toevallig ook het hotel waar de Afghaanse president Karzai en minister van Buitenlandse Zaken Spanta waren ondergebracht.
Benadrukt werd dat de Afghaanse "diaspora", het grote aantal Afghanen dat in de loop der jaren het geweld in het land is ontvlucht, op de officiële conferentie niet vertegenwoordigd was.

### Demonstraties
Behalve manifestaties van kritische Afghanen waren er op de dag van de conferentie ook enkele kleine demonstraties gericht tegen de NAVO-missie in Afghanistan en de Nederlandse deelname daaraan, onder meer van het Anti Imperialistisch Platform, dat snelle terugtrekking van Nederlandse troepen uit Afghanistan wil. De Haagse burgemeester Van Aartsen had in verband met de veiligheid van de top de ruimte tot demonstreren zeer beperkt. In het Statenkwartier en Zorgvliet, de stadsdelen rond het World Forum, gold een speciale noodverordening. Eventuele grotere groepen demonstranten konden slechts terecht op het wat verder weg gelegen Malieveld en enkele kleinere groepen in vier met dranghekken afgezette vakken dichterbij, maar buiten het zicht van de conferentiegangers.

## Trivia
- Voor de conferentie hadden zich ongeveer 800 journalisten uit binnen- en buitenland geaccrediteerd. In de internationale media werd de conferentie te Den Haag desalniettemin overschaduwd door de naderende G20-crisistop in Londen, waar economisch vooraanstaande mogendheden en instituten zich over de recessie zouden uitspreken, en de komst van de Amerikaanse president Obama en zijn echtgenote naar Europa.
- Terwijl de internationale delegaties vergaderden, rouwde het beveiligend politiekorps Haaglanden in stilte om de Zoetermeerse hoofdinspecteur Jaap van der Krol (56) die als plaatsvervangend chef van Bureau Scheveningen verantwoordelijk was voor de beveiliging van de conferentie en een cruciale rol had in de operatie. Hij was nachtcommandant van de politiepost bij het World Forum. Aan de vooravond van de conferentie was hij omgekomen bij een verkeersongeluk. Daaraan werd pas enkele dagen na de conferentie grotere bekendheid gegeven.[40][41][42][43]